# Lisove, Bratske
Lisove (în ucraineană Лісове) este un sat în comuna Mîroliubivka din raionul Bratske, regiunea Mîkolaiiv, Ucraina.

## Demografie
Componența lingvistică a localității Lisove
     Ucraineană (95,24%)
     Română (4,76%)
Conform recensământului din 2001, majoritatea populației localității Lisove era vorbitoare de ucraineană (95,24%), existând în minoritate și vorbitori de română (4,76%).